# Scythian
HMS Scythian (Kennung: P237) war ein U-Boot der britischen Royal Navy im Zweiten Weltkrieg.

## Geschichte
siehe: Geschichte der Seraph-Klasse und detaillierte Geschichte der S-Klasse
Die Scythian (engl.: Skythe) war ein Boot des dritten Bauloses der erfolgreichen S-Klasse. Dieses Baulos wird auch als Seraph-Klasse bezeichnet. Sie wurde am 21. Februar 1943 bei Scotts Shipbuilding and Engineering Company im westschottischen Greenock auf Kiel gelegt, lief am 14. April 1944 vom Stapel und wurde von der Royal Navy am 11. August 1944 in Dienst gestellt. Das U-Boot wurde 1945 unter dem Kommando von LtCdr C.P. Thode im Pazifikkrieg eingesetzt.
Am 8. und am 14. März versenkte die Scythian vor dem Mergui-Archipel (Birma) jeweils drei japanische Segelschiffe mit dem Deckgeschütz. Am 15. März folgten am selben Ort zwei Segelschiffe. Am 5. und am 19. Mai wurden in der Malakkastraße zwei weitere kleine japanische Transporter versenkt.
Nach dem Krieg blieb die Scythian im aktiven Dienst der Royal Navy. Das U-Boot wurde am 8. August 1960 zur Verschrottung verkauft.